# Astaena pygidialis
Astaena pygidialis är en skalbaggsart som beskrevs av Kirsch 1885. Astaena pygidialis ingår i släktet Astaena och familjen Melolonthidae. Inga underarter finns listade.